# Ченади
Ченади (итал. Cenadi) — коммуна в Италии, располагается в регионе Калабрия, подчиняется административному центру Катандзаро.
Население составляет 649 человек, плотность населения составляет 59 чел./км². Занимает площадь 11 км². Почтовый индекс — 88060. Телефонный код — 0967.
Покровителем коммуны почитается святой Иоанн Креститель, празднование 24 июня.